# Schronisko PTTK „Na Przełęczy Okraj”
Schronisko PTTK „Na Przełęczy Okraj” – górskie schronisko turystyczne w Karkonoszach, położone na granicy Karkonoskiego Parku Narodowego w województwie dolnośląskim. 
Schronisko na Przełęczy Okraj leży na wysokości 1046 m n.p.m. pomiędzy Karkonoszami a Lasockim Grzbietem. Obok schroniska znajduje się drogowe przejście graniczne do Czech. Możliwość dojazdu samochodem i parkowania. Przy schronisku węzeł znakowanych szlaków turystycznych. Czerwony oraz niebieski szlak turystyczny prowadzi na Śnieżkę. 
Schronisko mieści się w drewnianym budynku wybudowanym w 1975 roku, składającym się z dwóch obiektów: domku z recepcją i bacówki właściwej, która przeznaczona jest na miejsca noclegowe. 

## Historia schroniska
Pierwsze budy pojawiły się w 1690 – wznieśli je zesłani tutaj oficerowie habsburscy, trudniący się wyrębem lasu i hodowlą bydła. W II połowie XVIII wieku znajdowało się tutaj przejście graniczne pomiędzy Prusami a państwem Habsburgów i jedna z bud służyła jako pomieszczenie dla celników. 
Z czasem przy granicy wybudowano kilka obiektów, które pełniły rolę schronisk i hotelów: Tippeltbaude (dzisiejszy Hotel Družba), Hübnerbaude, Adolfbaude, Goderbaude (obecnie schronisko Pomezní bouda) oraz Schlesische Grenzbaude, jako jedyne stojące po śląskiej stronie i one dało początek współczesnemu schronisku.
Pierwsze prawdziwe schronisko na Przełęczy Okraj powstało w początkach XIX wieku. Było to małe drewniane schronisko czeskie założone przez Karola Nalega - pruskiego kombatanta wojny napoleońskiej, który rozpropagował potem popularne w całych Karkonoszach zjazdy rogatymi saniami. Pierwsza trasa miała 7 kilometrów długości i prowadziła z przełęczy aż do Kowar.
W 1922 wybudowano po śląskiej (niemieckiej) stronie obiekt murowany, który przyjął wspomnianą nazwę Schlesische Grenzbaude. Mieścił on także schronisko młodzieżowe Storchennest („Bocianie gniazdo”). Był to budynek parterowy na wysokiej podmurówce ze stromym, dwuspadowym dachem. Przylegało do niego północne skrzydło z jadalnią i pokojami dla turystów. Całość utrzymana była w regionalnym stylu sudeckim; w środku mieścił się także urząd pocztowy. Obiekt zniknął z krajobrazu przełęczy po II wojnie światowej, gdy w 1964 budowano przejście graniczne. Naprzeciw wznosił się drugi budynek, także już nieistniejący, którego przeznaczenie nie jest do końca znane (być może był to budynek urzędu celnego).
Po 1945 w budynku dawnej gospody otwarto schronisko „Na rubieży”, nazwane później „Muflonik”. W 1975 w miejscu, gdzie dawniej stało schronisko murowane powstała bacówka PTTK z 28 miejscami noclegowymi. Obecnie dawna gospoda („Muflonik”) oraz bacówka tworzą schronisko „Na Przełęczy Okraj”.
Nieopodal budynku znajduje się punkt widokowy.
W sierpniu 2013 roku Magazyn Turystyki Górskiej npm opublikował III Ranking Schronisk Górskich PTTK. Obiekt na Przełęczy Okraj zajął ostatnie (66.) miejsce wobec 19. pozycji z poprzedniej klasyfikacji. Redaktorzy uzasadniali to faktami, że mimo zapowiedzi, późnym wieczorem nie zostali aż dwa razy (na trzy próby) wpuszczeni do środka, a także: nieprzyjemny zapach w pokojach, stare koce, niewygodne łóżka i umiarkowanie czyste toalety. Jedynym atutem okazał się darmowy wrzątek. Ostateczny wynik wyniósł 20,1/100 punktów. W poprzednim rankingu z 2011 roku najgorszym obiektem okazało się również schronisko w Karkonoszach – Schronisko PTTK na Hali Szrenickiej.

## Szlaki turystyczne

„Niemy znak” na Pomezni Boudy

Na przełęcz można wejść niebieskim szlakiem z Kowar (są też szlaki żółty i zielony – 8,5 km) – droga zajmuje ok. 2 godz. 30 min. (w dół ok. 2 godz.) albo Drogą Przyjaźni (czerwony szlak) z Równi pod Śnieżką – 10 km, 2 godz. 30 min. Przez Przełęcz Okraj przechodzą następujące szlaki:
- Droga Przyjaźni Polsko-Czeskiej do Szklarskiej Poręby od strony zachodniej i na Łysocinę
- na Śnieżkę przez Czoło od strony zachodniej i do Lubawki przez Pańską Górę
- do Karpacza przez Wilczą Porębę na północny zachód i do Lubawki na północny wschód
- do Trzcińska przez Przełęcz Kowarską i schronisko Czartak
- do Trutnova (czeski)
- do Spalonego Młyna (na południe) oraz do Svorovej Hory (na zachód)